# بيرسك
بيرسك (بالروسية: Бирск) هي إحدى مدن روسيا في جمهورية باشكورستان.

## أعلام
- هادية دافليشينا